# Angelina Jordan
Angelina Jordan Astar (sinh ngày 10 tháng 1 năm 2006), còn gọi là Angelina Jordan, là một ca sĩ thiếu nhi người Na Uy, quán quân mùa năm 2014 của cuộc thi Norway´s Got Talent, hát những bản nhạc jazz cổ điển, trong đó bao gồm "Chủ nhật buồn" và "Fly Me to the Moon".

## Sự nghiệp biểu diễn
Những màn trình của Angelina được lan truyền nhanh trên YouTube, và cô đã được giới thiệu trên tạp chí People, Time, cùng các hãng tin tức khác trên toàn thế giới. Cô cũng đã biểu diễn tại một buổi hòa nhạc của Giải Nobel Hòa bình.
Vào tháng 9 năm 2014, cô biểu diễn bài hát "Fly Me to the Moon" trên chương trình truyền hình Mỹ The View. Cô cũng đã biểu diễn trên các chương trình của TV2 như Allsang på grensen (Singing at the Border) và trên TV4 của Thụy Điển. Cô cũng xuất hiện trong một vai khách mời nhỏ trong mùa năm 2014 của series Lilyhammer trên Netflix, đóng vai một cô gái hát tại một quầy bar.
Vào tháng 4 năm 2016, cô biểu diễn "Fly Me to the Moon" trên chương trình truyền hình tài năng cho thiếu nhi của Mỹ Little Big Shots.
Vào tháng 12 năm 2016, cô biểu diễn trong buổi hòa nhạc trực tiếp "Alan Walker is Heading Home" tại Bergen (Na Uy), trong đó Astar hát cả hai phiên bản làm mới của "Sing Me to Sleep" và "Faded".
Đến ngày 17 tháng 2 năm 2020, Angelina trở thành quán quân của chương trình Tìm kiếm Tài năng Mĩ (America's Got Talent) với bản cover ca khúc "Someone You Loved" của Lewis Capaldi

## Các tác phẩm khác
Vào năm 2015, Angelina xuất bản cuốn sách Mellom to hjerter (Giữa hai trái tim) được minh họa bởi bà mình là Mery Zamani. Cuốn sách kể về cuộc gặp gỡ của Angelina với một cô gái nghèo mồ côi mẹ ở châu Á mà sau đó Angelina đã tặng cô bé ấy đôi giày của mình. Đổi lại cô bé hứa sẽ luôn cầu nguyện cho Angelina. Cuốn sách được cho là dựa trên một câu chuyện có thật mà Angelina cho là lý do khiến mình luôn biểu diễn đi chân trần.
Vào năm 2016, Angelina đã mở kênh YouTube của riêng mình. Sau khi EP Giáng sinh đầu tay của mình, My Christmas, được phát hành năm 2014, Angelina đang làm việc với album đầu tay của mình sẵn sàng phát hành đầu năm 2017.

## Đời sống cá nhân
Angelina sống tại Oslo với gia đình mình, trong đó có một cô em gái. Cô đã từng sống tại các nước khác, trong đó có Hoa Kỳ, nơi mà bố cô đã làm kỹ sư trong ngành công nghiệp hóa dầu.
Cô là học sinh tại Trường Waldorf Oslo và cũng học chương trình ngoại khóa của Trường Âm nhạc và Biểu diễn Nghệ thuật Oslo nơi cô tập luyện giọng hát của mình. Ngoài ca hát cô còn chơi piano, violin và sáo.

## Các đĩa đơn
| Năm  | Tựa đề                            | Album        |
| ---- | --------------------------------- | ------------ |
| 2015 | "White Christmas"                 | My Christmas |
| 2015 | "I Saw Mommy Kissing Santa Claus" | My Christmas |
| 2015 | "Silent Night"                    | My Christmas |
| 2016 | "I Put a Spell On You"            | Đĩa đơn      |
| 2016 | "What a Difference a Day Makes"   | Đĩa đơn      |
| 2017 | "Fly Me to the Moon"              | Đĩa đơn      |
| 2017 | Album đầu tay                     | CTB          |